# Copa del Sudan del Sud de futbol
La Copa del Sudan del Sud de futbol és la un competició futbolística per eliminatòries de Sudan del Sud, organitzada per l'Associació de Futbol del Sudan del Sud. Va ser creada l'any 2012 després de la independència del país.

## Historial
Font:

### Copa del Sudan del Sud
| Any    | Campió           | Resultat            | Finalista        |
| ------ | ---------------- | ------------------- | ---------------- |
| 2012   | Al-Malakia       | 2–0                 | Al-Salam Wau     |
| 2013   | El-Nasir FC      | 2–1                 | Al-Merreikh Renk |
| 2014   | Al-Malakia       | 1–0                 | Al-Ghazal        |
| 2015 ¹ | Al-Malakia       | 1–1 (pr.; 5-4 pen.) | Atlabara Juba    |
| 2016   | Al-Salam Wau     | 3–0                 | Young Stars      |
| 2017   | Al-Salam Wau     | 2–2 (pr.; 5-4 pen.) | Al-Hilal Juba    |
| 2018   | Al-Merreikh Juba | 2–0                 | Al-Ghazal Wau    |
| 2019   | Amarat United    | 12–0                | Jil Al-Salam FC  |

¹ Disputada sota la denominació Copa MTN.

### Copa Independència
| Any  | Campió     | Resultat        | Finalista     |
| ---- | ---------- | --------------- | ------------- |
| 2011 | Al-Malakia | 1–1 (pr.; pen.) | Atlabara Juba |
| 2013 | Al-Malakia | 1–0             | Atlabara Juba |